# Liste der Naturdenkmäler im Kreis Siegen-Wittgenstein
Die Liste der Naturdenkmäler im Kreis Siegen-Wittgenstein nennt die Listen der in den Städten und Gemeinden im Kreis Siegen-Wittgenstein in Nordrhein-Westfalen gelegenen Naturdenkmäler.
| Stadt/Gemeinde | Liste                                                |
| -------------- | ---------------------------------------------------- |
| Bad Berleburg  | Liste der Naturdenkmäler in Bad Berleburg            |
| Bad Laasphe    | Liste der Naturdenkmäler in Bad Laasphe              |
| Burbach        | Liste der Naturdenkmäler in Burbach (Siegerland)     |
| Erndtebrück    | Liste der Naturdenkmäler in Erndtebrück              |
| Freudenberg    | Liste der Naturdenkmäler in Freudenberg (Siegerland) |
| Hilchenbach    | Liste der Naturdenkmäler in Hilchenbach              |
| Kreuztal       | Liste der Naturdenkmäler in Kreuztal                 |
| Netphen        | Liste der Naturdenkmäler in Netphen                  |
| Neunkirchen    | Liste der Naturdenkmäler in Neunkirchen (Siegerland) |
| Siegen         | Liste der Naturdenkmäler in Siegen                   |
| Wilnsdorf      | Liste der Naturdenkmäler in Wilnsdorf                |